# Мухаммед I ибн аль-Аглаб
Абу-ль-Аббас Мухаммед I ибн аль-Аглаб (араб. أبو العباس محمد بن الأغلب‎) — эмир Ифрикии из династии Аглабидов (841-856).
Мухаммад был сыном эмира Абу Икаля (838—841). В правление Мухаммада Аглабиды продолжили экспансию в Средиземноморье, завоевав Таранто и Бари (841) в Апулии и Мессину на Сицилии (843). В 846 году войска Аглабидов захватили Рим и разграбили Ватикан. Таранто и Бари вскоре отделились от Аглабидов и перешли под контроль Аббасидов.
В Ифрикии сельское хозяйство и торговля процветали, шло активное городское строительство, в частности, были построены мечети в Сусе и Сфаксе. Правление Мухаммеда было прервано узурпацией власти его братом Абу Джафаром Ахмадом, который, как и его современник халиф Аль-Васик Биллах, поддержал мутазилитов и преследовал их суннитских противников. Когда Мухаммад вернулся на престол в 847 году, он отправил своего брата в изгнание и реабилитировал суннитов.
Мухаммаду наследовал его сын Ахмед ибн Мухаммед (856-863).